# Cholet-Pays de la Loire 2018
La 40e édition de Cholet-Pays de la Loire a eu lieu le 25 mars 2018. Elle fait partie du calendrier UCI Europe Tour 2018 en catégorie 1.1. La course a été remportée par le Français Thomas Boudat (Direct Énergie) au terme d'un sprint massif, devant Hugo Hofstetter et Roy Jans.

## Présentation

### Parcours
Le départ est donné boulevard de la Rontardière à Cholet et l'arrivée est jugée dans cette ville, avenue Anatole Manceau, après 202,7 km. Le parcours commence par 150 km en ligne qui font le tour de l'agglomération du Choletais, puis six tours d'un circuit de 8,6 km dans Cholet,.
Ce parcours comprend neuf côtes comptant pour le challenge du meilleur grimpeur. Sept d'entre elles sont situées dans la première partie en ligne : la côte des Ormeaux, la côte de la Cave, la côte de Rocheplaud, le col du Bois-Oger, la côte du Cimetière, la côte de la Romagne et la côte du Chêne rond. Les deux dernières côtes sont deux passages de la montée de la rue Surcouf, dans le circuit urbain.

### Équipes
Classée en catégorie 1.1 de l'UCI Europe Tour, Cholet-Pays de la Loire est par conséquent ouvert aux WorldTeams dans la limite de 50 % des équipes participantes, aux équipes continentales professionnelles, aux équipes continentales et aux équipes nationales.
Dix-huit équipes participent à la course - deux WorldTeams, neuf équipes continentales professionnelles et sept équipes continentales :
| WorldTeams (2)- AG2R La Mondiale - Groupama-FDJ Équipes continentales professionnelles (9)- Cofidis, Solutions Crédits - Delko-Marseille Provence-KTM - Direct Énergie - Euskadi Basque Country-Murias - Fortuneo-Samsic - Gazprom-RusVelo - Roompot-Nederlandse Loterij - UnitedHealthcare - Vital Concept Équipes continentales (7)- BHS-Almeborg Bornholm - Cibel-Cebon - D'Amico-Utensilnord - Roubaix Lille Métropole - Saint Michel-Auber 93 - Tarteletto-Isorex - Vorarlberg-Santic |
| |

## Classements

### Classement final
La course a été remportée par le Français Thomas Boudat (Direct Énergie).
| \| Classement général \| Classement général \| Classement général \| Classement général \| Classement général \| \| Coureur \| Coureur \| Pays \| Équipe \| Temps \| \| ------------------ \| ------------------ \| ------------------ \| ---------------------------- \| ------------------ \| \| 1er \| Thomas Boudat \| France \| Direct Énergie \| 4 h 44 min 41 s \| \| 2e \| Hugo Hofstetter \| France \| Cofidis, Solutions Crédits \| + 0 s \| \| 3e \| Roy Jans \| Belgique \| Cibel-Cebon \| + 0 s \| \| 4e \| Brenton Jones \| Australie \| Delko-Marseille Provence-KTM \| + 0 s \| \| 5e \| Sylvain Chavanel \| France \| Direct Énergie \| + 0 s \| \| 6e \| Daniel Hoelgaard \| Norvège \| Groupama-FDJ \| + 0 s \| \| 7e \| Maxime Daniel \| France \| Fortuneo-Samsic \| + 0 s \| \| 8e \| Anthony Maldonado \| France \| Saint Michel-Auber 93 \| + 0 s \| \| 9e \| Armindo Fonseca \| France \| Fortuneo-Samsic \| + 0 s \| \| 10e \| Benoît Cosnefroy \| France \| AG2R La Mondiale \| + 0 s \| |                   |           |                              |                 |
| |                   |           |                              |                 |
| Source : ProCyclingStats |                   |           |                              |                 |
| Classement général |                   |           |                              |                 |
| Coureur | Coureur           | Pays      | Équipe                       | Temps           |
| 1er | Thomas Boudat     | France    | Direct Énergie               | 4 h 44 min 41 s |
| 2e | Hugo Hofstetter   | France    | Cofidis, Solutions Crédits   | + 0 s           |
| 3e | Roy Jans          | Belgique  | Cibel-Cebon                  | + 0 s           |
| 4e | Brenton Jones     | Australie | Delko-Marseille Provence-KTM | + 0 s           |
| 5e | Sylvain Chavanel  | France    | Direct Énergie               | + 0 s           |
| 6e | Daniel Hoelgaard  | Norvège   | Groupama-FDJ                 | + 0 s           |
| 7e | Maxime Daniel     | France    | Fortuneo-Samsic              | + 0 s           |
| 8e | Anthony Maldonado | France    | Saint Michel-Auber 93        | + 0 s           |
| 9e | Armindo Fonseca   | France    | Fortuneo-Samsic              | + 0 s           |
| 10e | Benoît Cosnefroy  | France    | AG2R La Mondiale             | + 0 s           |

### Classements UCI
La course attribue aux coureurs le même nombre des points pour l'UCI Europe Tour 2018 et le Classement mondial UCI.
| Position           | 1er | 2e | 3e | 4e | 5e | 6e | 7e | 8e | 9e | 10e | 11e | 12e | 13e à 15e | 16e à 25e |
| Classement général | 125 | 85 | 70 | 60 | 50 | 40 | 35 | 30 | 25 | 20  | 15  | 10  | 5         | 3         |